# Hemiteles
Hemiteles är ett släkte av steklar som beskrevs av Johann Ludwig Christian Gravenhorst 1829. Hemiteles ingår i familjen brokparasitsteklar.

## Bildgalleri

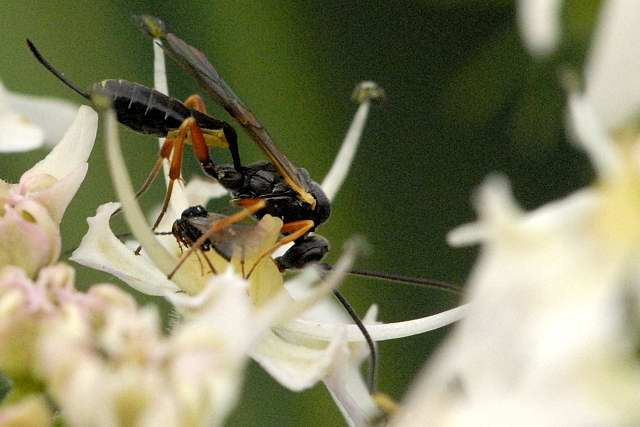

## Dottertaxa tillHemiteles, i alfabetisk ordning[1][2]
- Hemiteles albanicus
- Hemiteles albipalpis
- Hemiteles albotrochanteratus
- Hemiteles amboniger
- Hemiteles antarcticus
- Hemiteles bipunctator
- Hemiteles bizonatus
- Hemiteles brunnipes
- Hemiteles cincticornis
- Hemiteles cingulatorius
- Hemiteles collinus
- Hemiteles completus
- Hemiteles confusus
- Hemiteles coxalis
- Hemiteles crassiceps
- Hemiteles cylindrithorax
- Hemiteles dispar
- Hemiteles erythrocerus
- Hemiteles fasciatus
- Hemiteles gastrocoelus
- Hemiteles hirashimai
- Hemiteles hirsuta
- Hemiteles hospes
- Hemiteles incertus
- Hemiteles lapidescens
- Hemiteles leucomerus
- Hemiteles liambus
- Hemiteles lucidulus
- Hemiteles lundensis
- Hemiteles maricesca
- Hemiteles moldavicus
- Hemiteles monospilus
- Hemiteles nasutus
- Hemiteles nigricans
- Hemiteles obtectus
- Hemiteles pauper
- Hemiteles phloeas
- Hemiteles piceus
- Hemiteles pictilis
- Hemiteles politus
- Hemiteles priscus
- Hemiteles punctatus
- Hemiteles pygmaeus
- Hemiteles rubropleuralis
- Hemiteles rufigaster
- Hemiteles rufipes
- Hemiteles similis
- Hemiteles spilopterus
- Hemiteles spinator
- Hemiteles subglaber
- Hemiteles texanus
- Hemiteles thoracicus
- Hemiteles trichocampi
- Hemiteles veternus